# Спортивная улица (Зеленогорск)

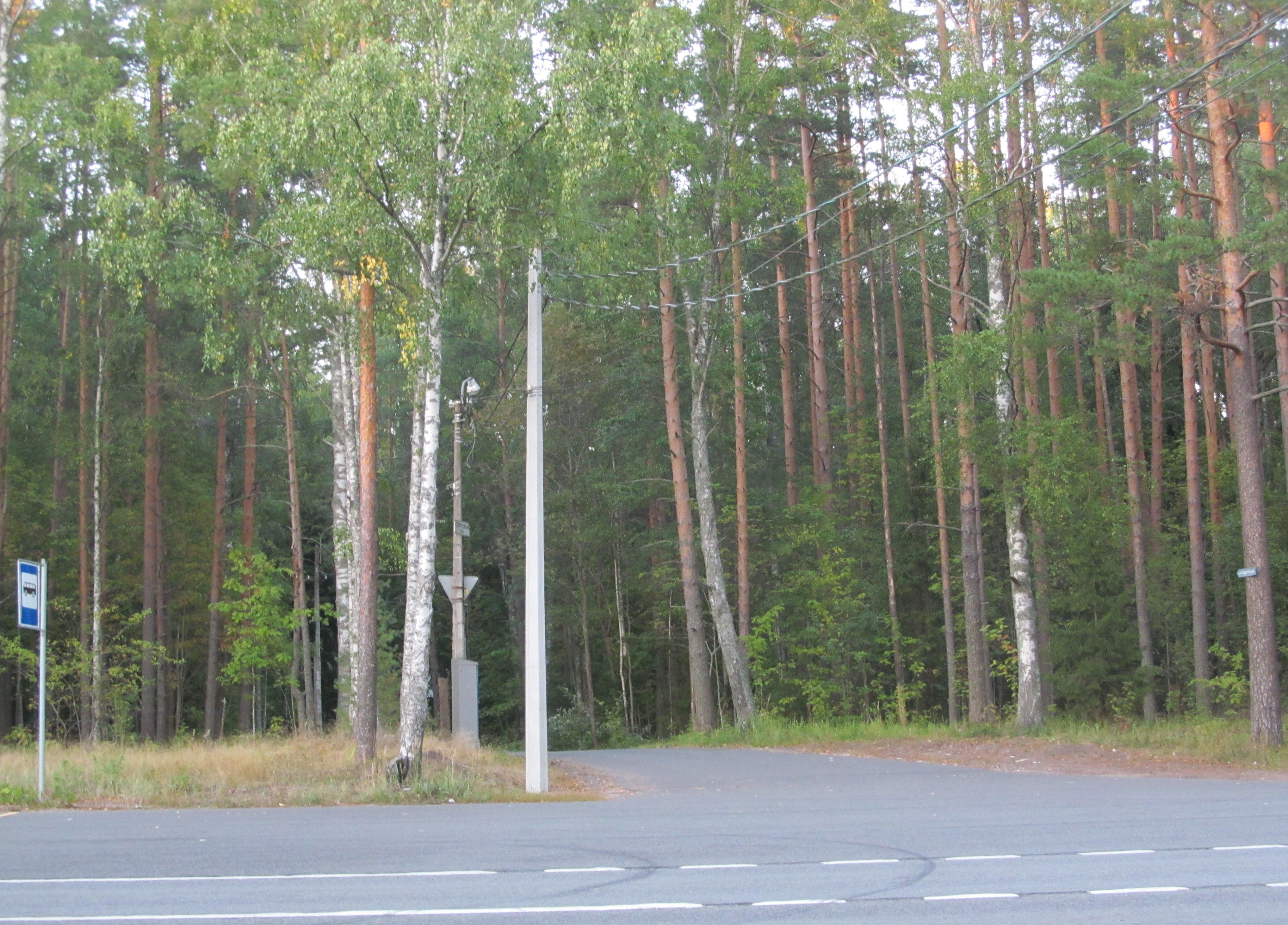
Спортивная улица. Вид от Приморского шоссе в сторону железной дороги

Спорти́вная у́лица — улица в городе Зеленогорске Курортного района Санкт-Петербурга. Проходит от Финского залива до Курортной улицы.
Название появилось в послевоенное время. С чем оно связано, неизвестно.
Практически вся восточная (нечётная) сторона от Приморского шоссе до Курортной улицы, за исключением дома 7а, входит в границы земельного участка, вид разрешенного использования которого «для природоохранных целей». Это связано с тем, что участок относится к территории памятника природы «Комаровский берег».

## Перекрёстки
- Приморское шоссе
- Садовая улица
- Курортная улица